# Waterland (Spijkenisse)
Waterland is een wijk in Spijkenisse in de Nederlandse provincie Zuid-Holland.
De wijk werd tussen 1972-1978 gebouwd. Voordat er gebouwd kon worden, moest er een grote berg met zand gestort worden, vanwege de drassige veengrond. Waterland bestaat voornamelijk uit lange woonerven waarvan de naam eindigt op -veen. Het winkelcentrum van de wijk Waterland ligt aan het Vlinderveen.

## Voorzieningen
In Waterland zijn de volgende voorzieningen voor de wijk en omgeving aanwezig:
- de Veenvlinder (basisschool)
- de Wegwijzer (basisschool)
- de Duif (basisschool)
- Wijkcentrum
- Apotheek De Schouw
- Sterrenwacht Tweelingen
- Winkelcentrum met aantal winkels en restaurants

## Straten met woningen
- Baarsveen
- Beverveen
- Egelveen
- Karperveen
- Kikkerveen
- Krekelveen
- Libelleveen
- Ottersveen
- Salamanderveen
- Slakkenveen
- Snoekenveen
- Vlinderveen
- Wezelveen

## Verbindingswegen
- De Ganzenjager
- De Schouw
- De Waarsman
- De Dijkgraaf
- De Landmeter

## Foto's uit Waterland

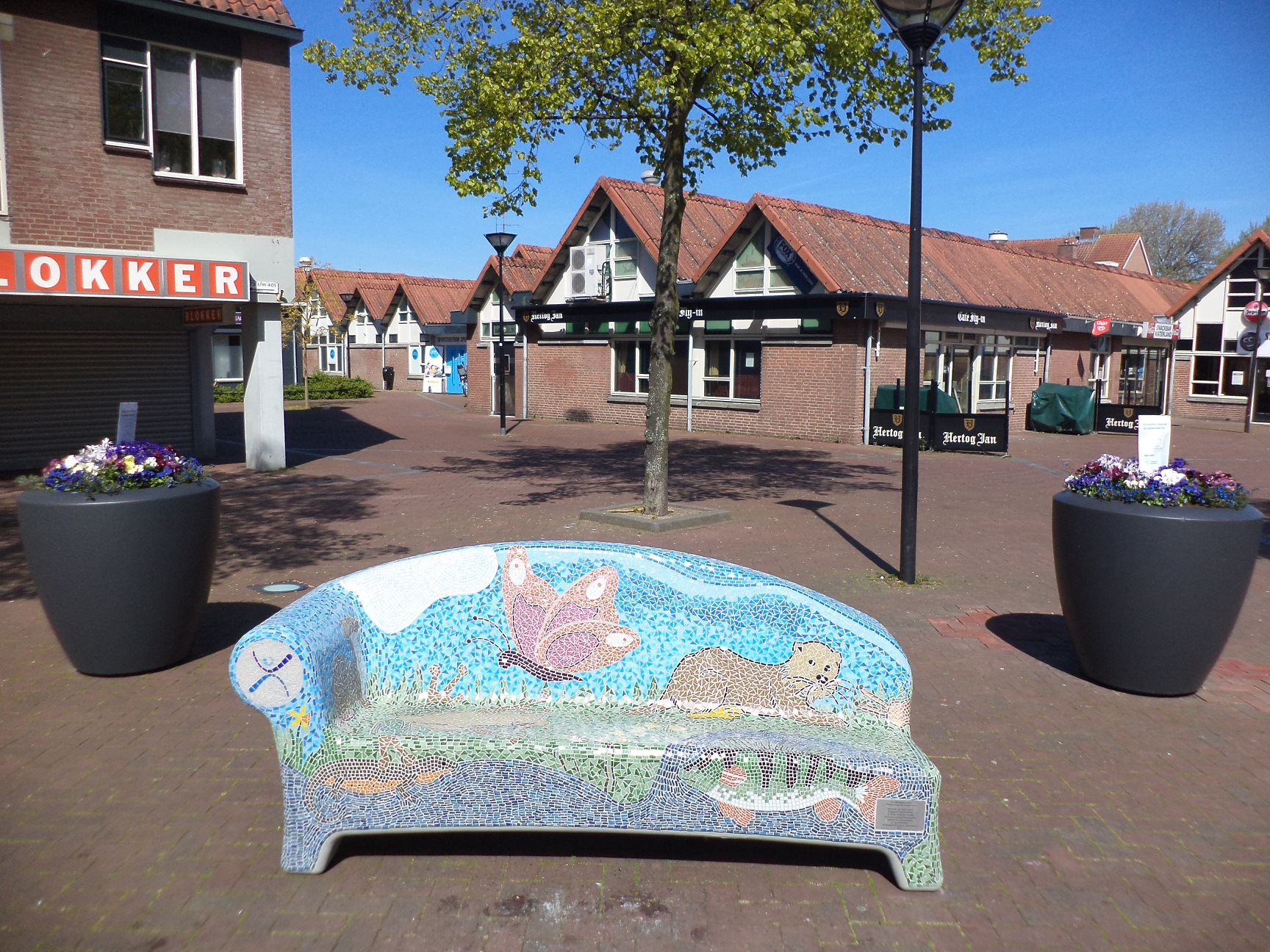
Social sofa Karperveen
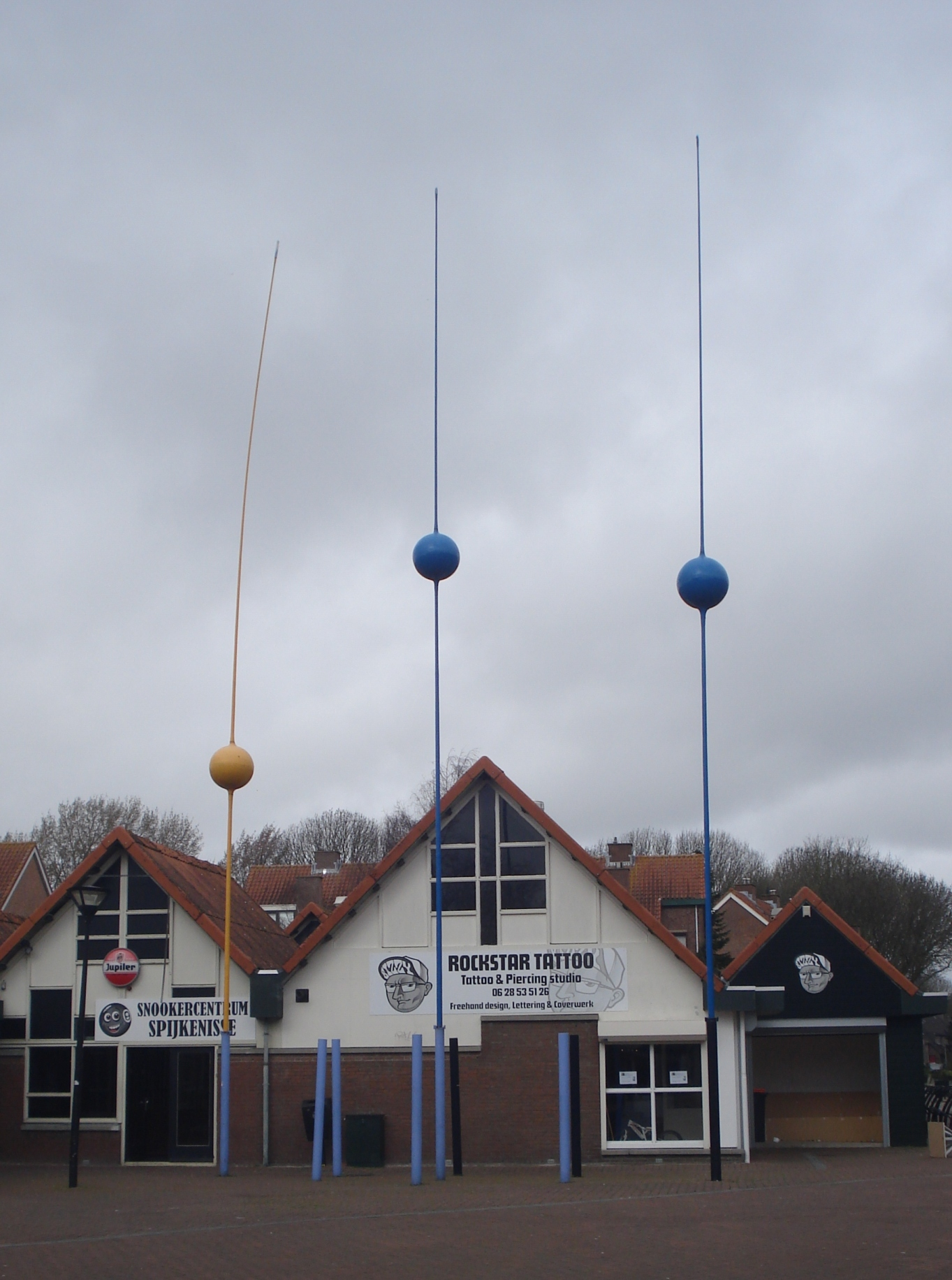
Rietstengels, Waterland winkeldcentrum (1985)
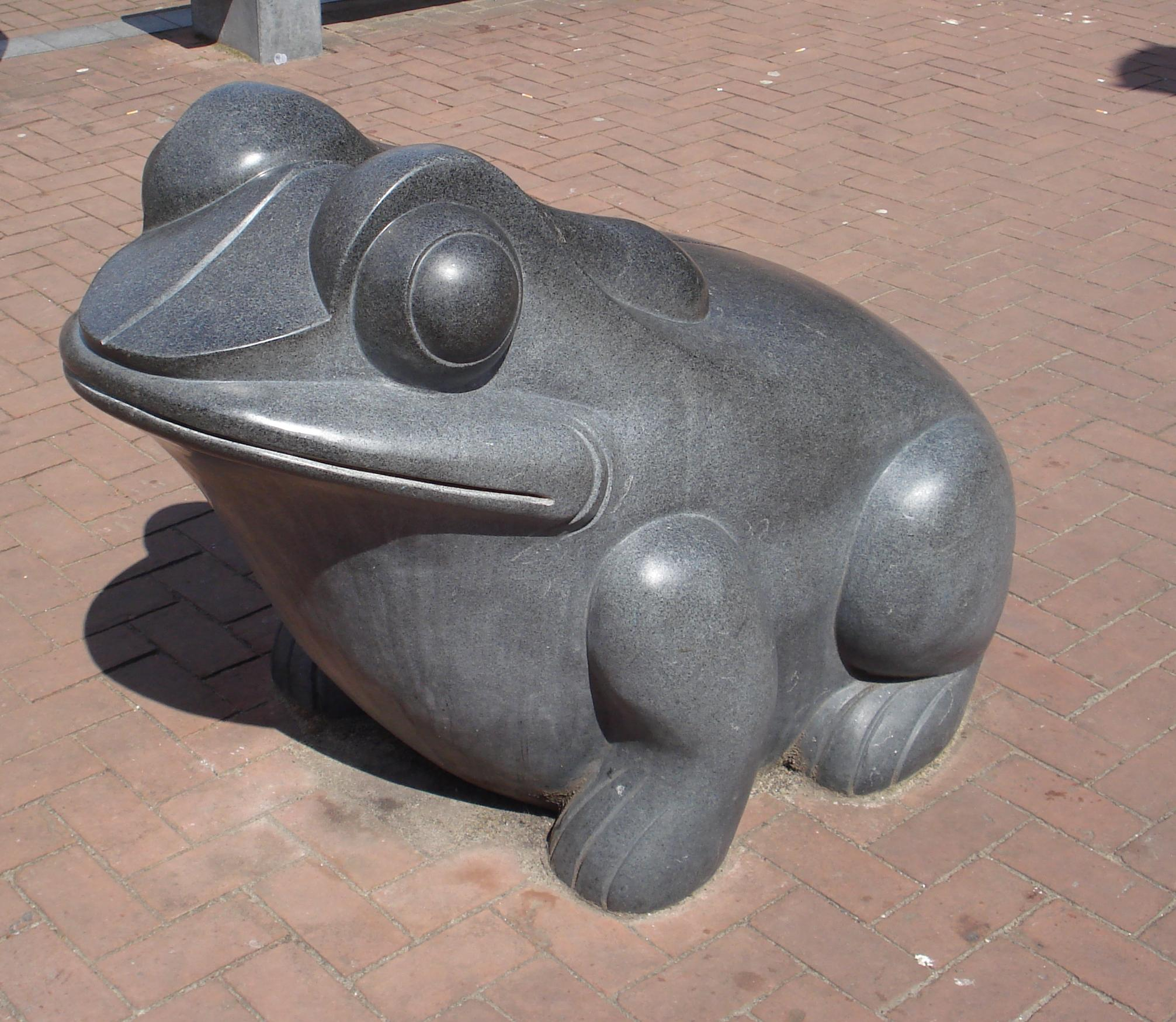
Kikker, Waterland winkelcentrum
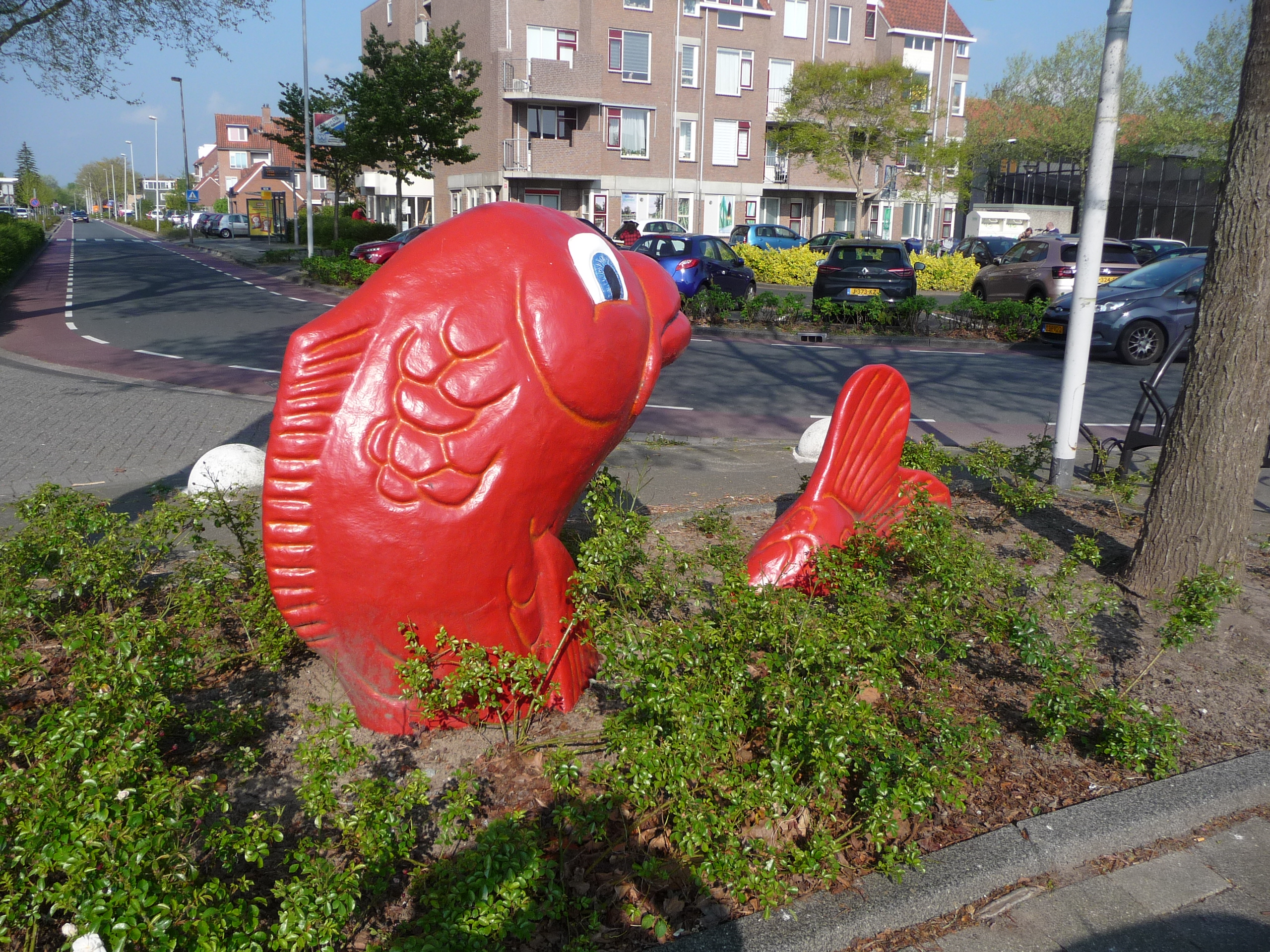
Rode karper
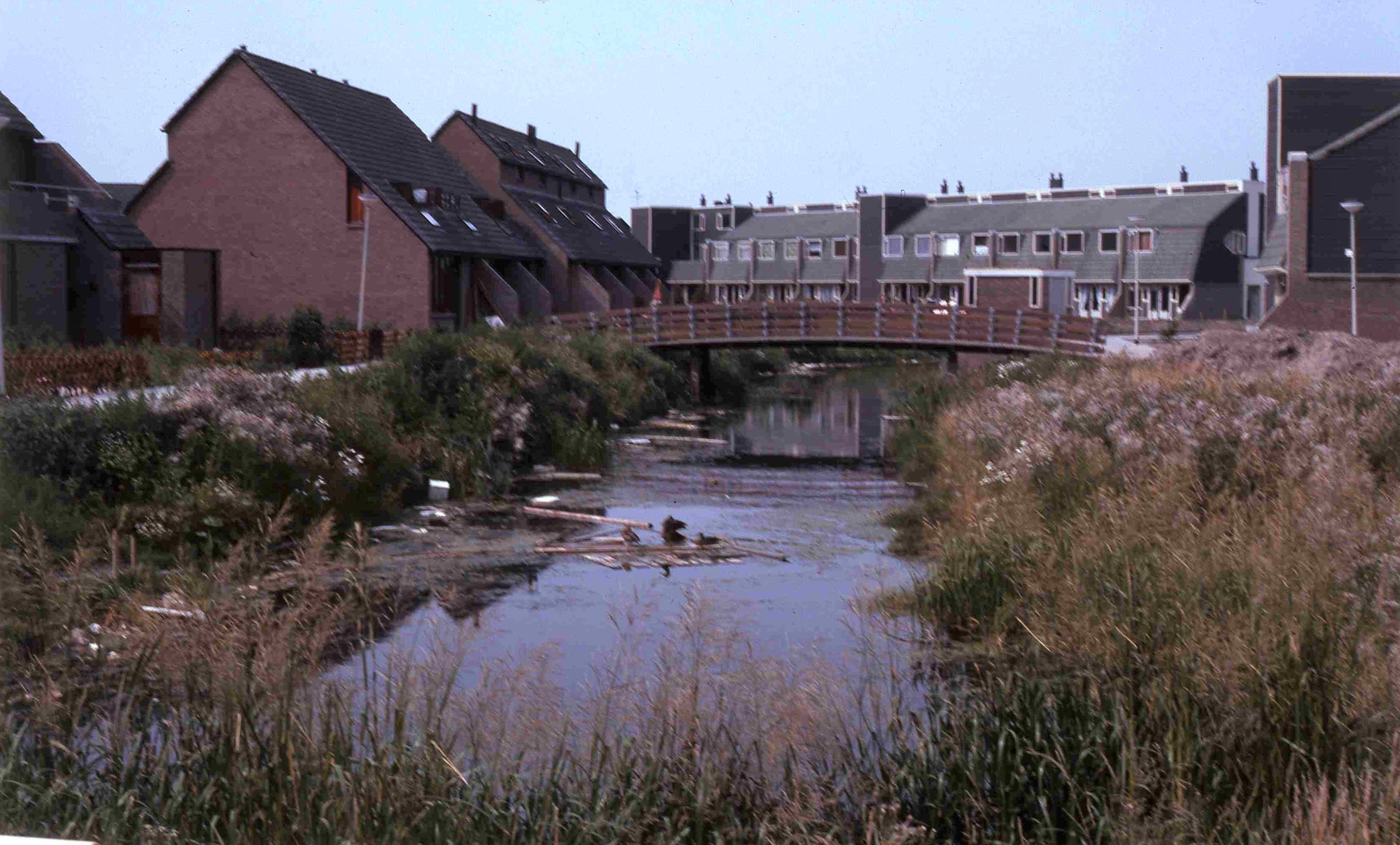
Waterland (1980)
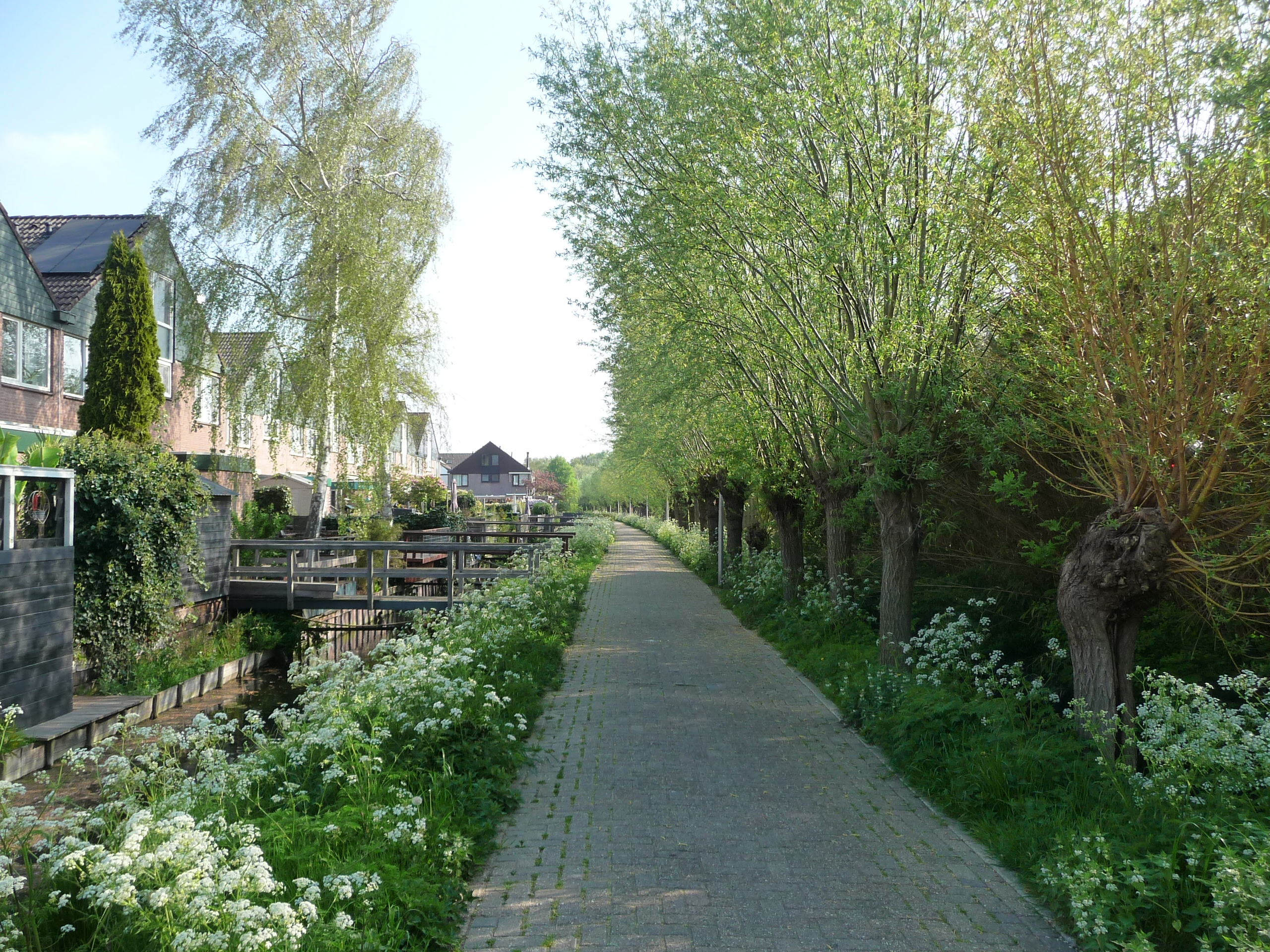
Dijkwal
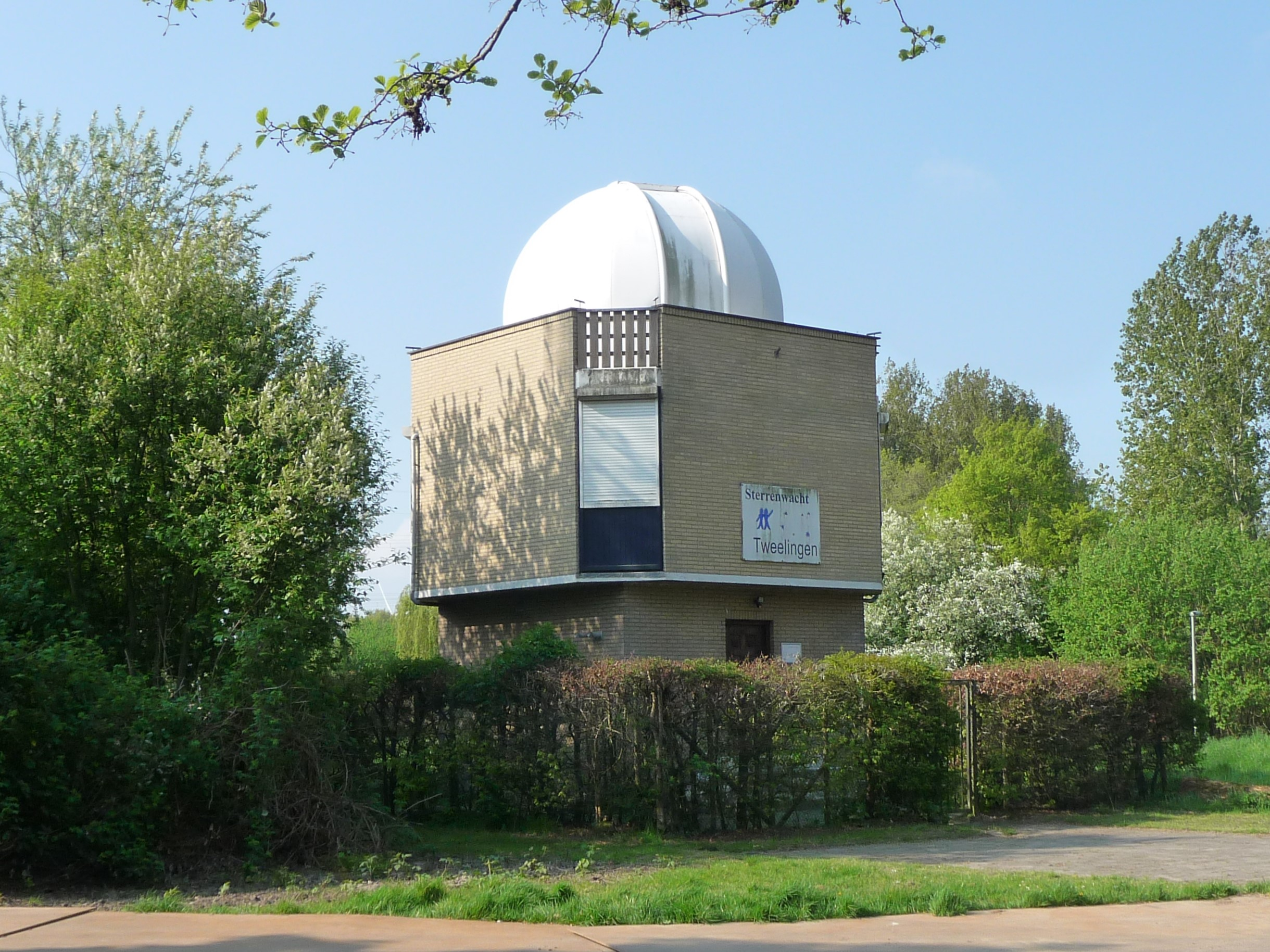
Sterrenwacht
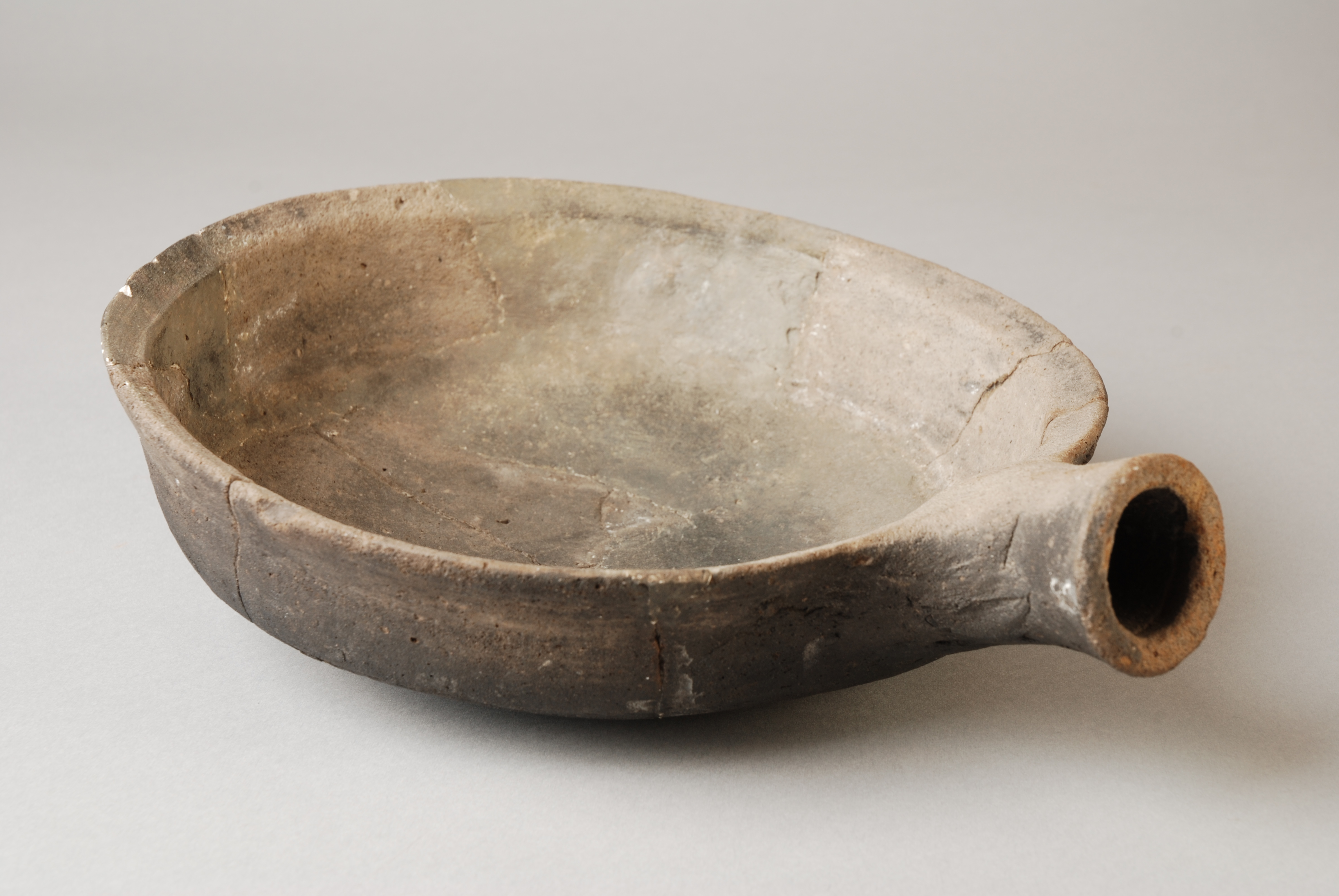
Archeologische vondst uit Waterland: aardewerk steelpan (1175-1200)